# Lycopodiaceae

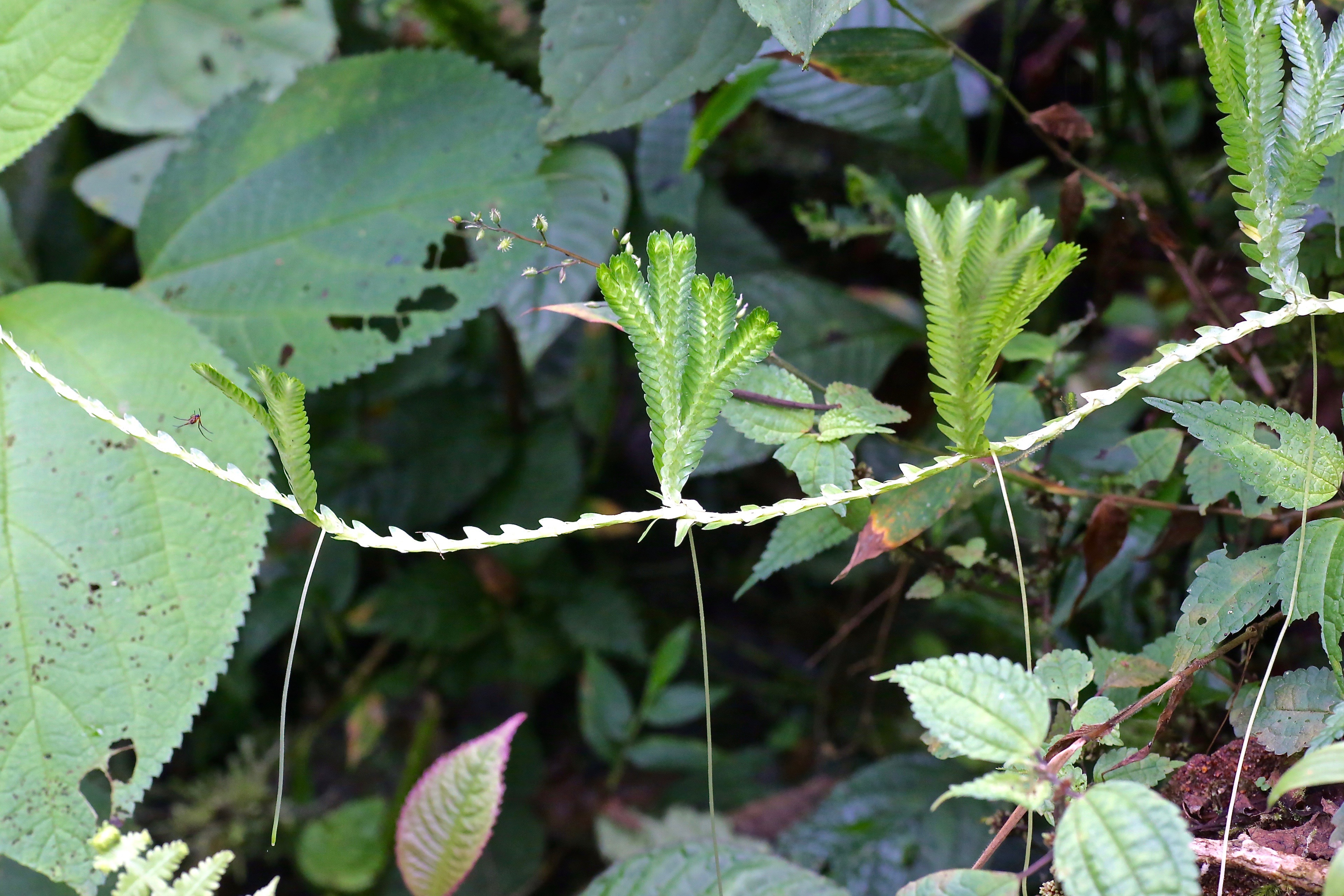
Lycopodium jussiaei.

As licopodiáceas (Lycopodiaceae) são uma família de plantas vasculares, em grande parte epífitas, com caules e raízes com ramificação dicotómica, pertencentes à classe Lycopodiopsida. São plantas cosmopolitas, encontradas predominantemente em ambientes tropicais montanos e raramente em ambientes áridos. Não possuem grande importância económica e os seus esporos têm sido utilizados na indústria de lubrificantes e em pirotecnia. São a única família extante da ordem Lycopodiales e em conjunto com as Isoetales e Selaginellales constituem os únicos representas das linhagens de Lycopodiophytina que em tempo dominaram o mundo vegetal. O registo fóssil mais antigo que se conhece data de há cerca de 420 milhões de anos (de Ludlow, Silúrico) da Austrália.

## Morfologia
Estas plantas possuem ramificação dicotômica tanto caulinar como radicular, em geral são de tamanho reduzido, podendo variar de 5 a 20 centímetros de altura, com exceção de algumas espécies epífitas que chegam a ter 2 metros de comprimento. Suas folhas são simples e com nervura não ramificada, variando de 0,2 a 2 centímetros de comprimento e com características diversas, podendo ter formato de escamas ou formar uma camada recobrindo o caule denominada microfilo.
Os esporos são deiscentes por fenda transversal e parcialmente reniformes. Geralmente estão presentes na região axilar ou na base dos esporofilos.

## Reprodução
As espécies da família Lycopodiaceae possuem esporângios homosporados, ou seja, que apresentam um único tipo de esporos, estes podem ser solitários e localizados na axila foliar, ou distribuídos na base foliar. Após sua dispersão, o esporo germina dando origem a um gametófito bissexuado do qual o esporófito é totalmente dependente, onde este só morre quando o esporófito está em condições ideais para se estabelecer no ambiente.

## Relações filogenéticas e evolução
Com cerca de  450 espécies, a classificação de Lycopodiaceae se mostra ainda incerta, porém, o uso de análises moleculares tem permitido o desenvolvimento da mesma. Atualmente é aceita sua divisão em três gêneros, sendo estes Lycopodium e Lycopodiella em conjunto formando um clado, e um clado irmão deste formado pelo gênero Huperzia.  Entretanto, em alguns estudos é atribuído ainda um quarto gênero, Phylloglossum, que consiste em uma única espécie característica das regiões da Austrália, Tasmânia e Nova Zelândia.
Inicialmente foi relacionada ao grupo das samambaias em conjunto com as famílias Isoetaceae e Selaginellaceae, porém, análises moleculares mostraram que representa um grupo monofilético de plantas vasculares microfífilas e sem sementes, apresentando relação discreta com as samambaias megafilosas.
Lycopodiaceae é considerada uma família antiga, porém, possui muitas espécies relativamente recentes. Acredita-se que o epifitismo em espécies ancestrais do gênero Huperzia foi favorecido pelo surgimento de ambientes de sub-bosque criados devido à formação de florestas latifoliadas. Além disso, as reversões da evolução do hábito terrestre em ambientes tropicais montanos pode ter ocorrido em resposta à formação dos Andes.

### Sistemática

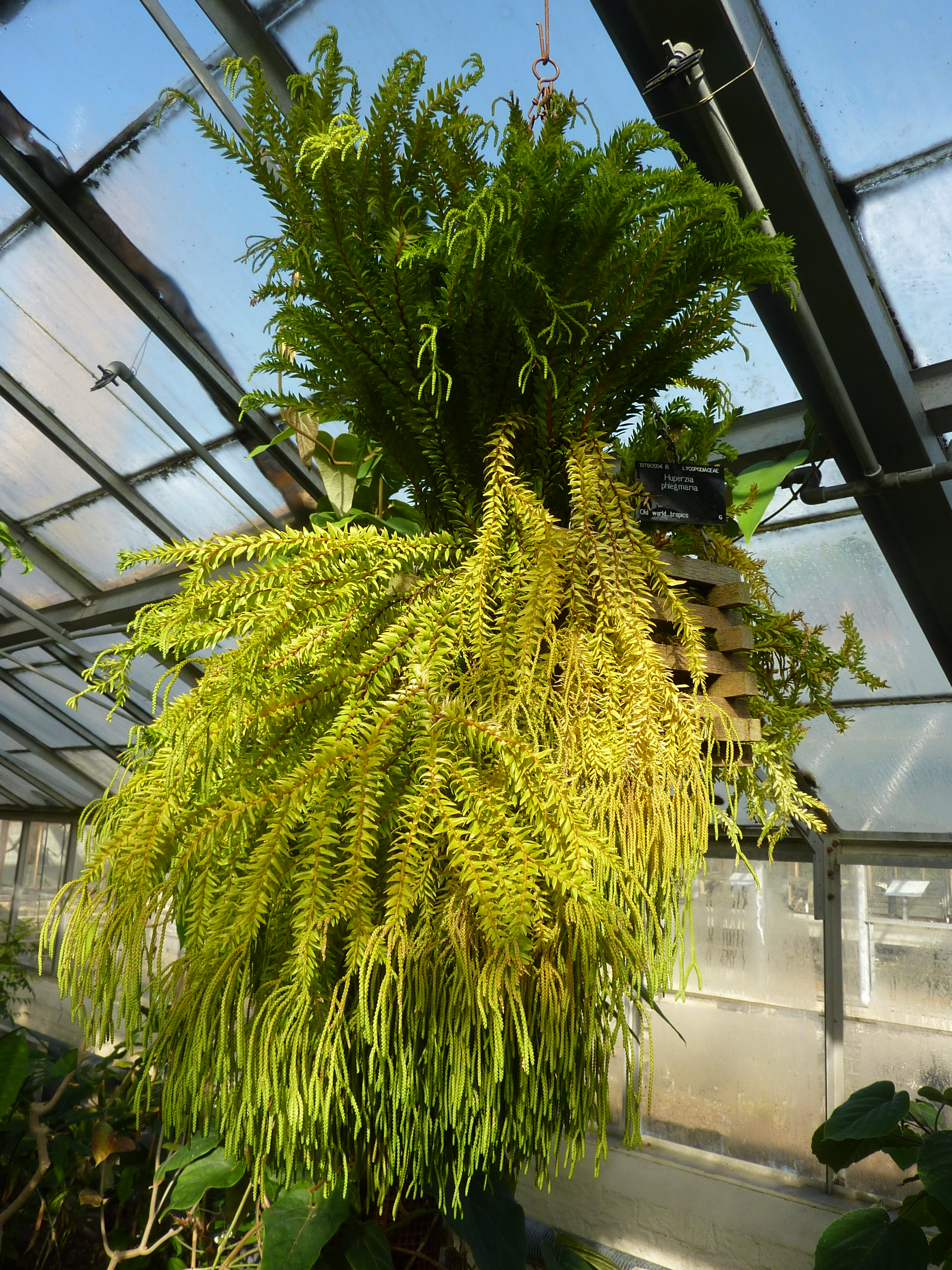
Huperzia phlegmaria

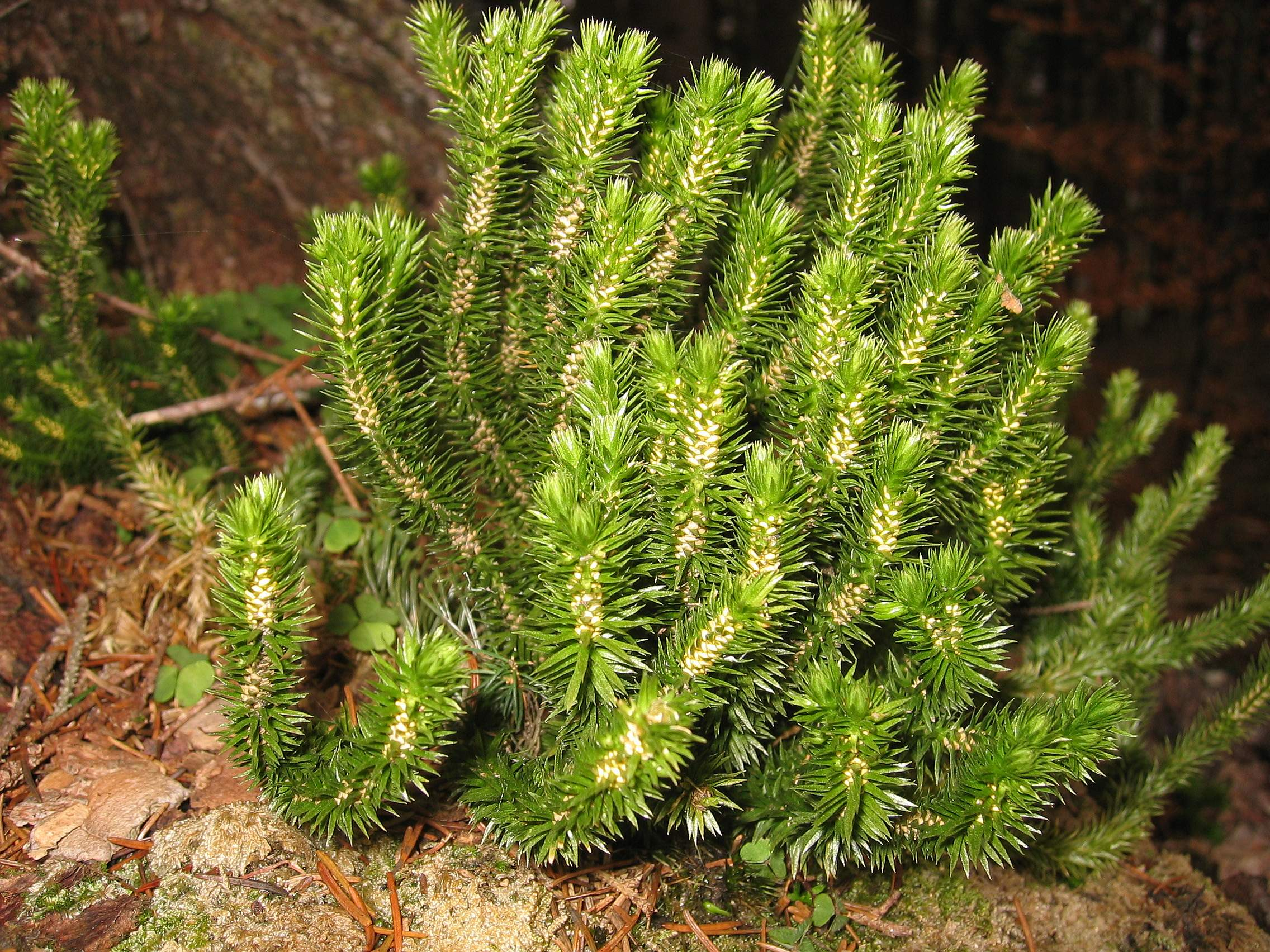
Huperzia selago

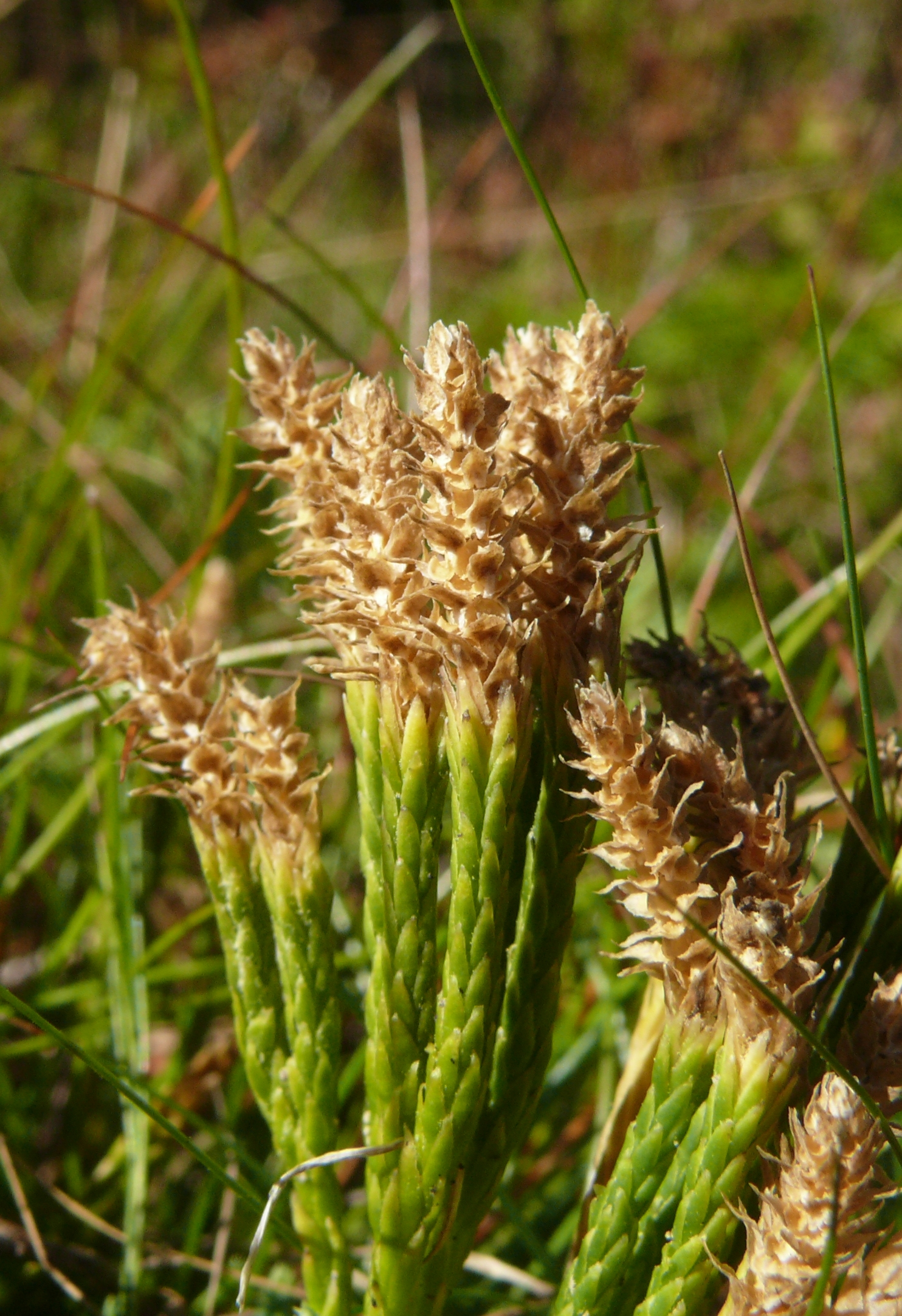
Lycopodium alpinum

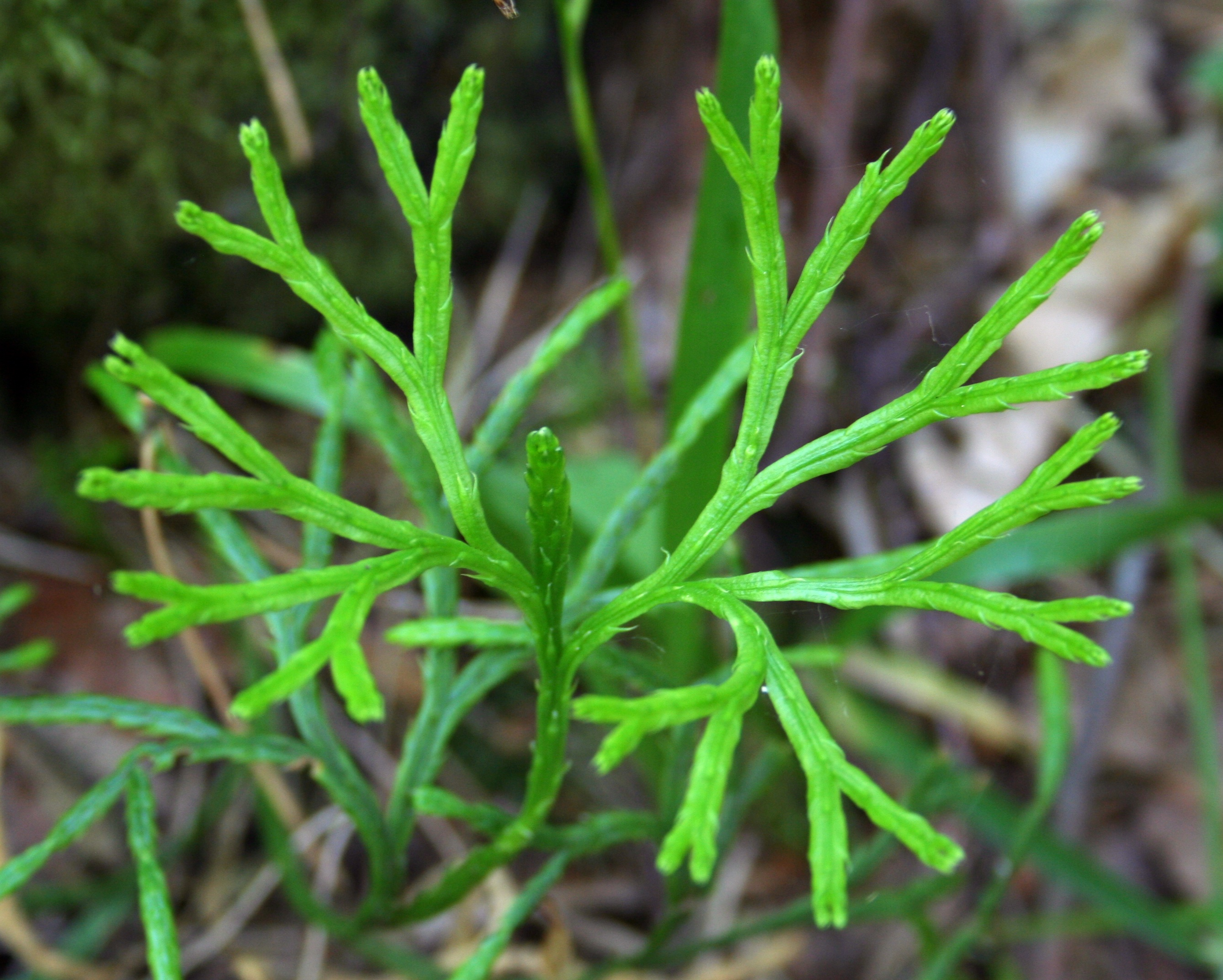
Lycopodium complanatum

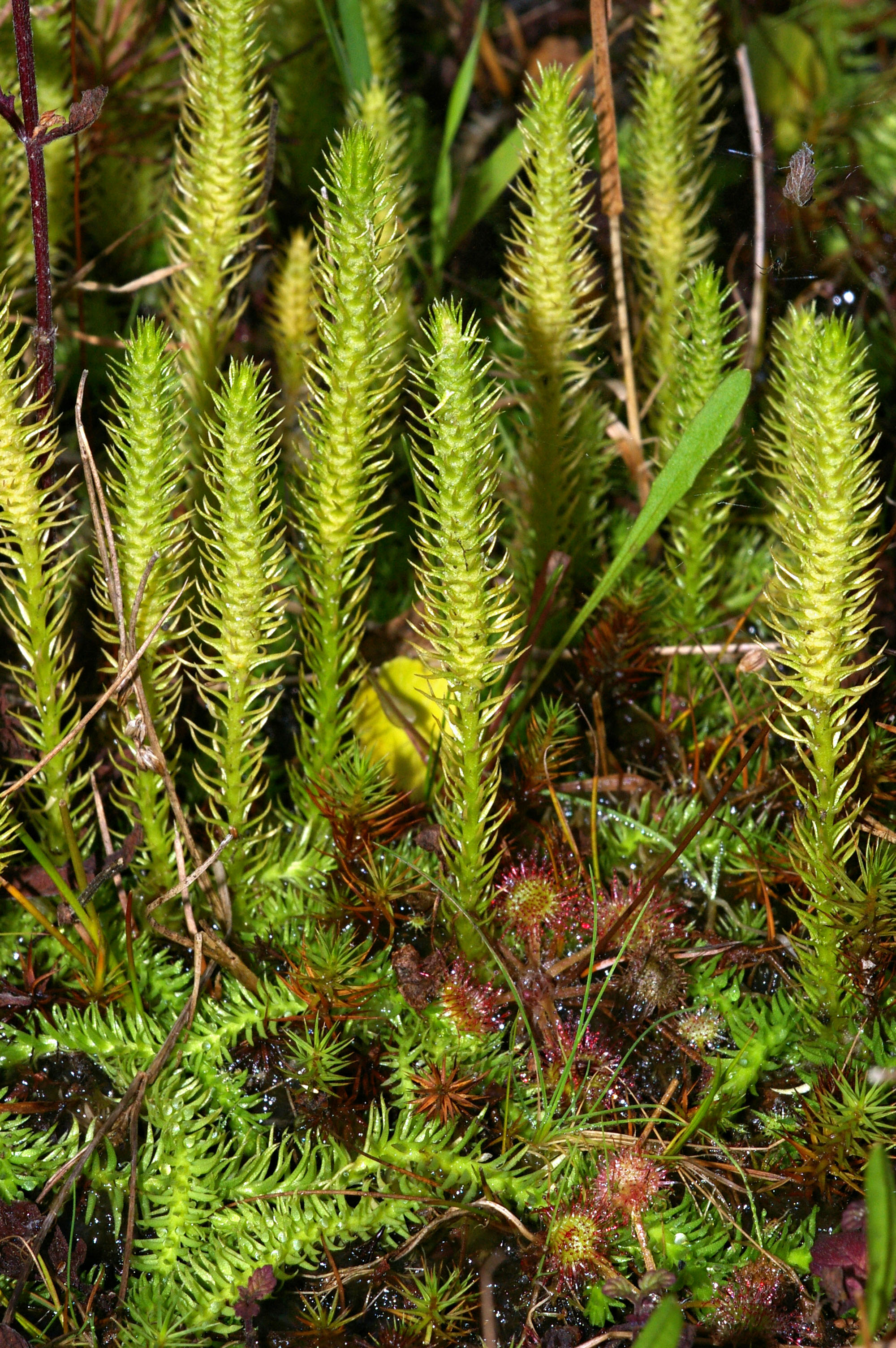
Lycopodiella inundata

As Lycopodiales são uma ordem da classe Lycopodiopsida das plantas vasculares. São consideradas um grupo basal no contexto das plantas vasculares, isto é, as Monilophyta (fetos ou samambaias) estão mais intimamente relacionadas com as plantas com semente (Spermatophyta) do que com as Lycopodiales.
Nas Lycopodiophyta, estudos genéticos mostraram que as Lycopodiales são o grupo basal. O cladograma que se segue mostra as relações dentro das Lycopodiales extantes:

|  | \| \| Selaginellales \| \| \| \| \| \| Isoetales \| \| \| \| |
|  |                                                              |
|  | Lycopodiales                                                 |
|  |                                                              |
|  | Selaginellales                                               |
|  |                                                              |
|  | Isoetales                                                    |
|  |                                                              |

|  | Selaginellales |
|  |                |
|  | Isoetales      |
|  |                |

A família integra 4 géneros e de 380 a 400 espécies.
- Huperzia Bernh.: com cerca de 390 espécies, maioritariamente nos trópicos;
  - Huperzia dentata (Herter) Holub: nativa dos Açores e ilha da Madeira.[7]
  - Huperzia phlegmaria (L.) Rothm.,espécie epífita.
  - Huperzia selago (L.) Bernh. ex Schrank & Mart.), com área de distribuição natural alargada na Europa.
- Lycopodium L.: com 40 a 54 espécies (quando considerada em conjunto com Diphasiastrum). O conjunto de espécies que é frequentemente tratado como um género autónomo (Diphasiastrum Holub) não constitui um grupo monofilético pelo que nas classificações mais recentes é incorporado no género Lycopodium.[8]
  - Lycopodium clavatum L.
  - Lycopodium annotinum L.
  - Lycopodium alpinum L., sin.: Diphasiastrum alpinum (L.) Holub),com distribuição natural Europa, Turquia, Cáucaso, Sibéria, centro e leste da Ásia e América do Norte
  - Lycopodium complanatum L., sin.: Diphasiastrum complanatum (L.) Holub
  - Lycopodium tristachyum Pursh, sin.: Diphasiastrum tristachyum (Pursh) Holub
- Lycopodiella Holub: com 38 espécies, entre as quais:
  - Lycopodiella cernua (L.) Pic.Ser., nativa dos trópicos, presente nos Açores, naturalizada em algumas regiões do nordeste da Península Ibérica e na Sicília.
  - Lycopodiella inundata (L.) Holub
- Phylloglossum Kunze um género monotípico com características muito diferenciadas, presente na Austrália e Nova Zelândia:
  - Phylloglossum drummondii Kunze

O género fóssil Lycopodites, do Devoniano Superior, já era morfologicamente muito semelhante aos actuais representantes da linhagem. A família permaneceu relativamente inalterada durante cerca de 300 milhões de anos. A maior parte da diversidade, no entanto, surgiu apenas em tempos geologicamente recentes, pois a maioria das espécies de Huperzia vive nos trópicos como epífitas em árvores, o que é considerado uma adaptação relativamente jovem.
O género Huperzia, na sua antiga circunscrição taxonómica, é um táxon parafilético, enquanto Lycopodium e Lycopodiella são monofiléticos. A relação entre esses taxa é a que consta do seguinte cladograma:
|  | Huperzia (géneros neotropicais - grupo Phlegmariurus)                                                                                      |
|  | |
|  | \| \| Phylloglossum (monotípico) \| \| \| \| \| \| Huperzia (Huperzia selago e outras espécies das regiões temperadas e frias) \| \| \| \| |
|  | |
|  | Phylloglossum (monotípico) |
|  | |
|  | Huperzia (Huperzia selago e outras espécies das regiões temperadas e frias)                                                                |
|  | |

|  | Phylloglossum (monotípico)                                                  |
|  |                                                                             |
|  | Huperzia (Huperzia selago e outras espécies das regiões temperadas e frias) |
|  |                                                                             |

|  | Lycopodiella |
|  |              |
|  | Lycopodium   |
|  |              |

|  | Huperzia (géneros neotropicais - grupo Phlegmariurus)                                                                                      |
|  | |
|  | \| \| Phylloglossum (monotípico) \| \| \| \| \| \| Huperzia (Huperzia selago e outras espécies das regiões temperadas e frias) \| \| \| \| |
|  | |
|  | Phylloglossum (monotípico) |
|  | |
|  | Huperzia (Huperzia selago e outras espécies das regiões temperadas e frias)                                                                |
|  | |

|  | Phylloglossum (monotípico)                                                  |
|  |                                                                             |
|  | Huperzia (Huperzia selago e outras espécies das regiões temperadas e frias) |
|  |                                                                             |

|  | Lycopodiella |
|  |              |
|  | Lycopodium   |
|  |              |

O cladograma que se segue apresenta a estrutura e enquadramento filogenético do agrupamento:
| Lycopodiales | \| \| Lycopodiaceae \| \| \| \| \| \| Huperziaceae \| \| \| \| |
|              | \| \| Lycopodiaceae \| \| \| \| \| \| Huperziaceae \| \| \| \| |
|              | Drepanophycales †                                              |
|              |                                                                |
|              | Lycopodiaceae                                                  |
|              |                                                                |
|              | Huperziaceae                                                   |
|              |                                                                |

|  | Lycopodiaceae |
|  |               |
|  | Huperziaceae  |
|  |               |

|  | Lepidodendrales †                                          |
|  |                                                            |
|  | \| \| Pleuromeia † \| \| \| \| \| \| Isoetales \| \| \| \| |
|  |                                                            |
|  | Pleuromeia †                                               |
|  |                                                            |
|  | Isoetales                                                  |
|  |                                                            |

|  | Pleuromeia † |
|  |              |
|  | Isoetales    |
|  |              |

|  | Lepidodendrales †                                          |
|  |                                                            |
|  | \| \| Pleuromeia † \| \| \| \| \| \| Isoetales \| \| \| \| |
|  |                                                            |
|  | Pleuromeia †                                               |
|  |                                                            |
|  | Isoetales                                                  |
|  |                                                            |

|  | Pleuromeia † |
|  |              |
|  | Isoetales    |
|  |              |

| Lycopodiales | \| \| Lycopodiaceae \| \| \| \| \| \| Huperziaceae \| \| \| \| |
|              | \| \| Lycopodiaceae \| \| \| \| \| \| Huperziaceae \| \| \| \| |
|              | Drepanophycales †                                              |
|              |                                                                |
|              | Lycopodiaceae                                                  |
|              |                                                                |
|              | Huperziaceae                                                   |
|              |                                                                |

|  | Lycopodiaceae |
|  |               |
|  | Huperziaceae  |
|  |               |

|  | Lepidodendrales †                                          |
|  |                                                            |
|  | \| \| Pleuromeia † \| \| \| \| \| \| Isoetales \| \| \| \| |
|  |                                                            |
|  | Pleuromeia †                                               |
|  |                                                            |
|  | Isoetales                                                  |
|  |                                                            |

|  | Pleuromeia † |
|  |              |
|  | Isoetales    |
|  |              |

|  | Lepidodendrales †                                          |
|  |                                                            |
|  | \| \| Pleuromeia † \| \| \| \| \| \| Isoetales \| \| \| \| |
|  |                                                            |
|  | Pleuromeia †                                               |
|  |                                                            |
|  | Isoetales                                                  |
|  |                                                            |

|  | Pleuromeia † |
|  |              |
|  | Isoetales    |
|  |              |

Agrupa a todos os membros extantes da divisão Lycophyta, um grupo antigo e basal de plantas vasculares. O termo Lycopodiidae pertence à categoria taxonómica de subclasse na moderna classificação de Christenhusz et al. 2011, sendo nesse sistema o único táxon do grupo que contém representantes vivos. A subclasse é dividida em três ordens:
- Lycopodiales (família 1)
- Isoëtales (família 2)
- Selaginellales (família 3)

Clasificação e números de família atribuídos segundo o sistema de Christenhusz et al. 2011, baseada en Smith et al. 2006, 2008; que provee una secuencia lineal de las licofitas y monilofitas.

## Distribuição no Brasil
Esta família não é endêmica do Brasil, mas se distribui amplamente por grande parte do território do país, principalmente nas regiões Sul e Sudeste, sendo reconhecida a existência de 62 espécies confirmadas dispersas ao longo do território, com exceção de Sergipe e Rio Grande do Norte, onde sua presença ainda não possui confirmação oficial. No território brasileiro, encontram-se espécies representantes das subfamílias Huperzioideae, Lycopodioideae e Lycopodielloideae.

### Lista de gêneros e espécies no Brasil
No Brasil ocorrem os seguintes géneros e espécies:
Gênero Austrolycopodium
- Austrolycopodium erectum (Philippi) Holub B. Øllg. & P.G.Windisch

Gênero Diphasiastrum
- Diphasiastrum falcatum B. Øllg. & P.G.Windisch
- Diphasiastrum thyoides (Willd) Holub

Gênero Diphasium
- Diphasium jussiaei (Desv. ex Poiret) Presl ex Rothmaler

Gênero Huperzia
- Huperzia catharinae (Christ) Holub(L.) Cranfill

Gênero Lycopodiella
- Lycopodiella alopecuroides (L.) Cranfill
- Lycopodiella duseniana (B.Øllg. & P.G.Windisch) B.Øllg.
- Lycopodiella geometra B.Øllg. & P.G.Windisch
- Lycopodiella longipes (Grev. & Hooker) Holub
- Lycopodiella tupiana (B.Øllg. & P.G.Windisch) B.Øllg.

Gênero Lycopodium
- Lycopodium clavatum L.

Gênero Palhinhaea
- Palhinhaea bradei (Herer) Holub
- Palhinhaea camporum (B. Øllg. & P.G. Windisch) Holub
- Palhinhaea cernua (L.) Franco & Vasc.
- Palhinhaea eichleri (Fée) Holub
- Palhinhaea pendulina (Hook.) Holub
- Palhinhaea riofrioi (Sodiro) Holub
- Palhinhaea steyermarkii (B. Øllg.) Holub
- Gênero Phlegmariurus
- Phlegmariurus acerosus (Sw.) B.Øllg.
- Phlegmariurus aqualupianus (Spring) B.Øllg.
- Phlegmariurus badinianus (B.Øllg. & Windisch) B.Øllg.
- Phlegmariurus biformis (Hook.) B.Øllg.
- Phlegmariurus capillaris (Sodiro) B.Øllg.
- Phlegmariurus christii (Silveira) B.Øllg.
- Phlegmariurus comans (Herter ex Nessel) B.Øllg.
- Phlegmariurus deminuens (Herter) B.Øllg.
- Phlegmariurus dichotomus (Jacq.) W.H. Wagner
- Phlegmariurus erythrocaulon (Fée) B.Øllg.
- Phlegmariurus flexibilis (Fée) B.Øllg.
- Phlegmariurus fontinaloides (Spring) B.Øllg.
- Phlegmariurus friburgensis (Nessel) B.Øllg.
- Phlegmariurus hemleri (Nessel) B.Øllg.
- Phlegmariurus heterocarpon (Fée) B.Øllg.
- Phlegmariurus hexastichus (B.Øllg. & P.G.Windisch) B.Øllg.
- Phlegmariurus hippurideus (Christ) B.Øllg.
- Phlegmariurus huberi (B.Øllg.) B.Øllg.
- Phlegmariurus intermedius (Trevisan) B.Øllg.
- Phlegmariurus itambensis (B.Øllg. & P.G.Windisch) B.Øllg.
- Phlegmariurus killipii (Herter) B.Øllg.
- Phlegmariurus linifolius (L). B.Øllg.
- Phlegmariurus loefgrenianus (Silveira) B.Øllgaard
- Phlegmariurus mandiocanus (Raddi) B.Øllg.
- Phlegmariurus martii (Wawra) B.Øllg.
- Phlegmariurus mollicomus (Spring) B.Øllg.
- Phlegmariurus mooreanus (Baker) B.Øllg.
- Phlegmariurus nudus (Nessel) B.Øllg.
- Phlegmariurus pungentifolius (Silveira) B.Øllg.
- Phlegmariurus quadrifariatus (Bory) B.Øllg.
- Phlegmariurus recurvifolius (Rolleri) B.Øllg.
- Phlegmariurus reflexus (Lam.) B.Øllg.
- Phlegmariurus regnellii (Maxon) B.Øllg.
- Phlegmariurus rostrifolius (Silveira) B.Øllg.
- Phlegmariurus ruber (Cham. & Schlecht.) B.Øllg.
- Phlegmariurus silveirae (Nessel) B.Øllg.
- Phlegmariurus taxifolius (Sw.) Á. Löve & D. Löve
- Phlegmariurus treitubensis (Silveira) B.Øllg.

## Bibiografia
- Peter Sitte, Elmar Weiler, Joachim W. Kadereit, Andreas Bresinsky, Christian Körner: Lehrbuch der Botanik für Hochschulen. Begründet von Eduard Strasburger. 35. Auflage. Spektrum Akademischer Verlag, Heidelberg 2002, ISBN 3-8274-1010-X.
- David John Mabberley: The Plant Book. A portable dictionary of the higher plants. Cambridge University Press 1987, Cambridge u. a., ISBN 0-521-34060-8.
- Warren H. Wagner Jr., Joseph M. Beitel: Lycopodiaceae. In: Flora of North America Editorial Committee (editor): Flora of North America North of Mexico. Volume 2: Pteridophytes and Gymnosperms. Oxford University Press, New York/Oxford u. a. 1993, ISBN 0-19-508242-7, S. 18 (inglês, online [consultado a 31 de agosto de 2018]).
- Walter Erhardt, Erich Götz, Nils Bödeker, Siegmund Seybold: Der große Zander. Enzyklopädie der Pflanzennamen. Band 2. Arten und Sorten. Eugen Ulmer, Stuttgart (Hohenheim) 2008, ISBN 978-3-8001-5406-7.